# Jarinter Mwasya
Jarinter Mawia Mwasya (née le 30 décembre 1996) est une athlète kényane, spécialiste du 800 mètres. 

## Biographie
En mai 2022 elle établit un record personnel à 1 min 59 s 84 à Toulouse. Au mois de juin elle remporte les championnats d'Afrique de 2022 sur 800 mètres.

## Palmarès
| Date | Compétition            | Lieu         | Résultat | Épreuve         | Temps         |
| ---- | ---------------------- | ------------ | -------- | --------------- | ------------- |
| 2022 | Championnats d'Afrique | Saint-Pierre | 1re      | 800 m           | 2 min 2 s 80  |
| 2022 | Championnats d'Afrique | Saint-Pierre | 3e       | 4 x 400 m mixte | 3 min 22 s 75 |

## Records
| Épreuve | Performance   | Lieu     | Date        |
| ------- | ------------- | -------- | ----------- |
| 800 m   | 1 min 59 s 84 | Toulouse | 26 mai 2022 |